# 土岐赖元
土岐賴元（とき よりもと，生年不詳 - 慶長13年10月19日（1608年11月26日））是土岐賴藝的四男。生母为六角定赖之女。兄賴榮、賴次和賴宗。別名赖重。又被称为齋藤賴元。通称五郎左衛門、越前守和道庵。

## 经历
天文21年（1552年）前後，父亲頼藝被追放后，幼少的他被齋藤氏扶持而继承家督。齋藤氏滅亡後辗转各地，先后侍奉武田氏、豐臣氏，最后侍奉德川氏，而守住了土岐氏的家名。丰臣秀吉曾授予他河内古市郡内500石。
關原之戰后改侍德川家康，担任美濃國内的知行。隱居後称道庵。据『寬政重修諸家譜』记载，他在慶長13年（1608年）10月19日死去，年齢不詳。土岐家由息子持益继承。虽然賴元一代曾称齋藤姓，但是息子持益又改回了土岐姓。
此外還擅長鷹繪畫，瑞浪市日吉町平岩的開元院還收藏有賴元所繪畫的《土歧的鷹繪圖》。